# Loading Zone
Loading Zone è un album di Roy Buchanan, pubblicato dalla Atlantic Records nel giugno del 1977.

## Tracce
Lato A
1. The Heat of the Battle – 5:00 (Stanley Clarke)
2. Hidden – 3:24 (Roy Buchanan)
3. The Circle – 2:55 (Roy Buchanan, Ron Foster, Scott Musmanno)
4. Adventures of Brer Rabbit and Tar Baby – 2:35 (Roy Buchanan)
5. Ramon's Blues – 7:07 (Roy Buchanan)

Durata totale: 21:01
Lato B
1. Green Onions – 8:04 (Booker T. Jones, Steve Cropper, Lewis Steinberg, Al Jackson)
2. Judy – 4:10 (Narada Michael Walden)
3. Done Your Daddy Dirty – 4:15 (Roy Buchanan)
4. Your Love – 3:58 (Narada Michael Walden)

Durata totale: 20:27
- La durata dei brani inserita nella lista tracce si riferisce a quella indicata sull'ellepì originale dell'Atlantic Records, SD 18219

## Musicisti
The Heat of the Battle
- Roy Buchanan - chitarra solista
- Raymond Gomez - chitarra ritmica
- Malcolm Lukens - organo, pianoforte elettrico
- Stanley Clarke - basso
- Narada Michael Walden - batteria

Hidden
- Roy Buchanan - chitarra elettrica, chitarra acustica
- Jan Hammer - pianoforte acustico
- Stanley Clarke - basso
- Strumenti (aggiunti) ad arco e flauti

The Circle
- Roy Buchanan - chitarra solista
- Scott Musmanno - voce solista
- Raymond Gomez - chitarre ritmiche
- Steve Cropper - chitarra ritmica
- Dennis Parker - basso
- David Garibaldi - batteria
- Diva Gray - accompagnamento vocale, coro
- Rhetta Hughes - accompagnamento vocale, coro
- Laura Williams - accompagnamento vocale, coro
- Ron Foster - accompagnamento vocale, coro

Adventures of Brer Rabbit and Tar Baby
- Roy Buchanan - chitarra
- Stanley Clarke - basso

Ramon's Blues
- Roy Buchanan - chitarra solista (primo e terzo assolo)
- Steve Cropper - chitarra solista (secondo assolo)
- Malcolm Lukens - organo
- Dennis Parker - basso
- David Garibaldi - batteria

Green Onions
- Roy Buchanan - chitarra solista (secondo e quarto assolo)
- Steve Cropper - chitarra solista (primo e terzo assolo)
- Malcolm Lukens - organo
- Donald Duck Dunn - basso
- David Garibaldi - batteria

Judy
- Roy Buchanan - chitarra solista
- Narada Michael Walden - pianoforte, batteria
- Will Lee - basso
- Malcolm Lukens - organo

Done Your Daddy Dirty
- Roy Buchanan - chitarra solista, voce
- Steve Cropper - chitarra ritmica
- Raymond Gomez - chitarra ritmica
- Malcolm Lukens - organo
- David Garibaldi - batteria

Your Love
- Roy Buchanan - voce
- Narada Michael Walden - pianoforte, batteria
- Malcolm Lukens - organo
- Will Lee - basso
- Strumenti (aggiunti) ad arco, a fiato e flauti

Note aggiuntive
- Stanley Clarke - produttore
- Registrazioni effettuate (brani: A1, A2, A3, A4, B2 e B4) al Electric Lady Studios di New York City, New York, Stati Uniti
- Registrazioni effettuate (brani: A5, B1 e B3) al Clover Studios di Los Angeles, California, Stati Uniti
- Mixaggi effettuati al Electric Lady Studios di New York City ed al A&M Studios di Los Angeles
- Dave Whitman - ingegnere della registrazione (Electric Lady)
- Ed E. Thacker - ingegnere della registrazione (A&M)
- Bernie Kirsh - ingegnere della registrazione (Electric Lady)
- Karl Richardson - ingegnere della registrazione (Electric Lady)[3]